# Mukkajärvi (sjö i Finland och Sverige)
Mukkajärvi är en sjö i Finland, på gränsen till Sverige. Den ligger i kommunen Enontekis i landskapet Lappland, i den norra delen av landet, 1 000 km norr om huvudstaden Helsingfors. Mukkajärvi ligger 458,3 meter över havet. Omgivningarna runt Mukkajärvi är i huvudsak ett öppet busklandskap. Arean är 85,9 hektar och strandlinjen är 5,21 kilometer lång. Sjön  ingår i Torne älvs huvudavrinningsområde. 